# Кенелм Дігбі
Сер Кенелм Дігбі (англ. Kenelm Digby, 11 липня 1603 Гейхерст, Мілтон-Кінз, Бакінгемшир, Південно-Східна Англія, Англія — 11 червня 1665 Лондон, Англійське королівство) — англійський придворний, дипломат, натурфілософ, хімік, алхімік, винахідник, філософ і астролог. Автор ряду винаходів, зокрема пляшок з міцного скла, здатних витримувати тривалі перевезення. Один із засновників Лондонського королівського товариства. 1628 року Дігбі на чолі ескадри привидів вів бойові дії в Середземному морі.
Кенелм Дігбі народився в заможній католицькій родині. Його батько взяв участь у Пороховій змові і був страчений, коли Кенелму не виповнилося і трьох років. В результаті початкове виховання хлопчика було відзначено різними впливами, що зумовили його подальші інтереси. Його хрещеним був переховується від переслідування єзуїт Джон Жерар, а за виховання відповідали майбутній Архієпископ Кентерберійський Вільям Лод і алхімік Річард Нейпір. В юності Дігбі провів близько року в Іспанії, де його дядько був послом. Потім, після трьох років навчання в Оксфорді три роки провів у подорожах по Франції, Італії та Іспанії. Ще з дитинства Кенелм був закоханий у свою майбутню дружину Венецію Стенлі (1600-1633), проте в силу різних обставин їх шлюб був укладений таємно на початку 1626 року. Романтичні настрої, що панували при дворі Карла I і потреба сера Кенелма зміцнити свою репутацію стали причиною того, що в 1628 році він зробив Каперську експедицію в Середземне море, що виявилася досить успішною. Крім матеріальних придбань, під час подорожі він написав мемуари, в яких в романтичному світлі описав історію своїх взаємин з Венецією. У наступні кілька років Дігбі займав високий пост в Адміралтействі, одночасно з цим підтримуючи великі зв'язки в наукових, літературних і художніх колах.
Раптова смерть дружини в 1633 році стала потрясінням для Кенелма Дігбі. Залишивши державну службу, він присвятив себе науковим і релігійним заняттям, так чи інакше пов'язаним з проблемою безсмертя душі. Після року занять алхімією в Грешем-коледжі він поїхав до Парижа, що став основним місцем його проживання на найближчі 20 років. На континенті коло спілкування Дігбі включало в себе всіх найбільших європейських вчених того часу, а також англійських католиків, які залишили країну в роки релігійних переслідувань. 1644 року Дігбі опублікував свою основну працю, «Два трактати». Розглядаючи стан сучасної йому науки через призму ідеї про безсмертя душі, Дігбі зробив ряд цінних спостережень в області біології. Хоча ця робота не мала значного впливу на розвиток науки, вона була високо оцінена сучасниками. Алхімічні вишукування Дігбі, зокрема, винайдений ним симпатичний порошок, викликали значний інтерес сучасників, проте надалі стали предметом насмішок, помітно позначилися на його науковій репутації.
У 1640-1650-і роки Дігбі вів активну політичну діяльність, займаючи пост канцлера двору у вигнанні королеви Генрієтти Марії. Намагаючись поліпшити становище католиків в Англії, він брав активну участь у різних змовах. В результаті він деякий час провів в ув'язненні, а в 1649 році був вигнаний з країни з конфіскацією майна. Дігбі неодноразово виконував дипломатичні доручення при європейських дворах і апостолічному престолі, як для Генрієтти Марії, так і для Олівера Кромвеля. 1654 року йому було повернуто майно. Після відновлення монархії в 1660 році Кенелм Дігбі зайняв гідне місце при дворі і в науковому співтоваристві Англії, ставши одним із засновників Лондонського королівського товариства.

## Біографія

### Дитинство та юність

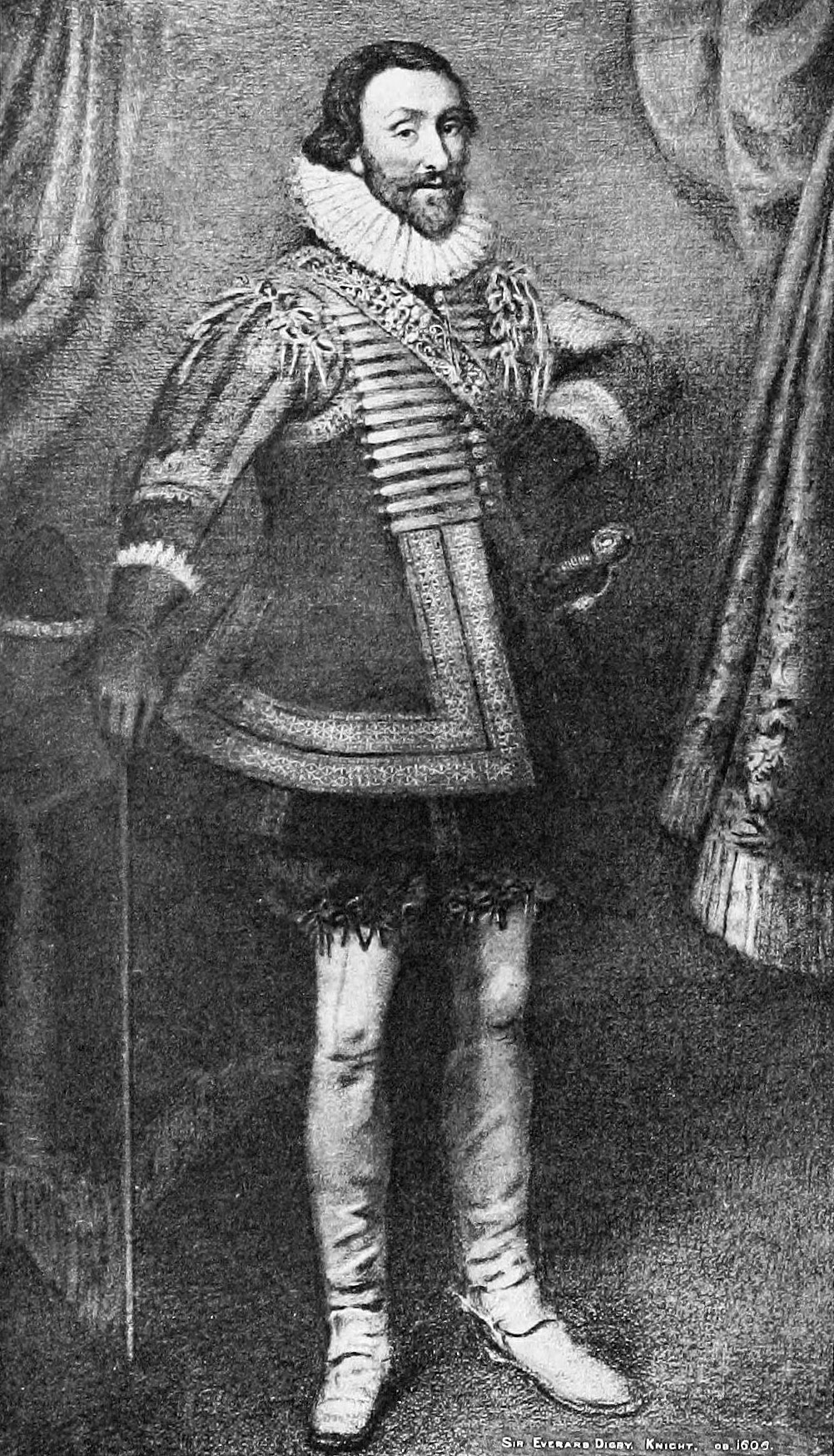
Сер Эверард Дигби (ок. 1578—1606).

Дігбі народився в невеликому селі Гейхерст, Мілтон-Кінз, Бакінгемшир, Південно-Східна Англія, Англія в сім'ї Джентрі. Сім'я Дігбі на той час могла простежити своє походження на 17 поколінь, і в кожному столітті давала помітних державних і військових діячів. Кенелм належав до вченої гілки цього сімейства, в царювання Єлизавети I піддавалася переслідуванням за прихильність до католицизму. Дід Кенелма, Еверард Дігбі, філософ і клерик, в 1580 році видав книгу з систематичним викладом наук «De duplicate methodo». Його батько, сер Еверард Дігбі, в молодості був представлений до двору королеви Єлизавети I де, можливо, зустрів свою майбутню дружину. Мати Кенелма, Мері, була єдиною дочкою Вільяма Малшо (William Mulsho) з Гейхерста, ділового партнера Еверарда Дігбі-старшого. Про Мері відомо, що вона була «дівчиною значних характеру, краси і ґрунтовності розуму». Шлюб Еверарда-молодшого і Мері Малшо був укладений 9 лютого 1596 року. Молодята оселилися в невеликій садибі тюдоровской епохи, успадкованої Вільямом Малшо від матері, уродженої Невілли. Одружившись, Еверард Дігбі став вести спосіб життя заможного сільського поміщика. 23 квітня 1603 року він вітав короля Якова I в 
Бівер-Каслі і тоді ж був зведений у лицарську гідність. Хоча Мері Дігбі народилася в протестантській родині, поступово вона почала схилятися до католицтва. Остаточне рішення змінити віру вона прийняла під впливом єзуїта Джона Жерара, що зупинився інкогніто в їхньому будинку. Заохочуваний Жераром, сер Еверард став учасником Порохової змови, внаслідок чого був засуджений і страчений 30 січня 1606 року.
Про те, що Кенелм народився в 1603 році повідомляють поет Бен Джонсон у віршах, адресованих його дружині, і Річард Феррар у віршах з нагоди його смерті. Згідно з останнім джерелом, день народження сера Дігбі припадав на 11 червня, збігаючись з днем його смерті і днем його тріумфу при Іскендеруні. З іншого боку, власноруч складений сером Кенелмом гороскоп відносить дату його народження до 11 липня, «між п'ятьма і шістьма годинами ранку», з чим згодні всі сучасні джерела. Після деяких труднощів Дігбі успадкував 3000 фунтів, що залишилися після конфіскації майна батька. Про подальшу його долю джерела розповідають суперечливо. Можливо, його разом з молодшим братом Джоном навчав відомий єзуїт-полеміст Джон Персі. Відповідно до Акту про рекузантів турботу про протестантське виховання Кенелма доручили майбутньому Архієпископу Кентерберійському Вільяму Лоду. Лод, в свою чергу, передоручив цей обов'язок жив по сусідству англіканському священику і лікарю Річарду Нейпіру (відомому також під ім'ям Парсона Сенді, Parson Sandy). У Нейпіра юний Дігбі отримав перші уроки астрології та алхімії. В результаті, за словами Ентоні Вуда, Кенелм був «навчений у протестантській релігії». Автор Національного біографічного словника, навпаки, стверджує, що «очевидно Дігбі виріс у католицькій вірі батька». Підтвердженням цьому можуть служити його власні «Private Memoires», в яких розповідається, що, бувши в Іспанії, він зблизився з архієпископом Толедським на ґрунті релігійної спільності.

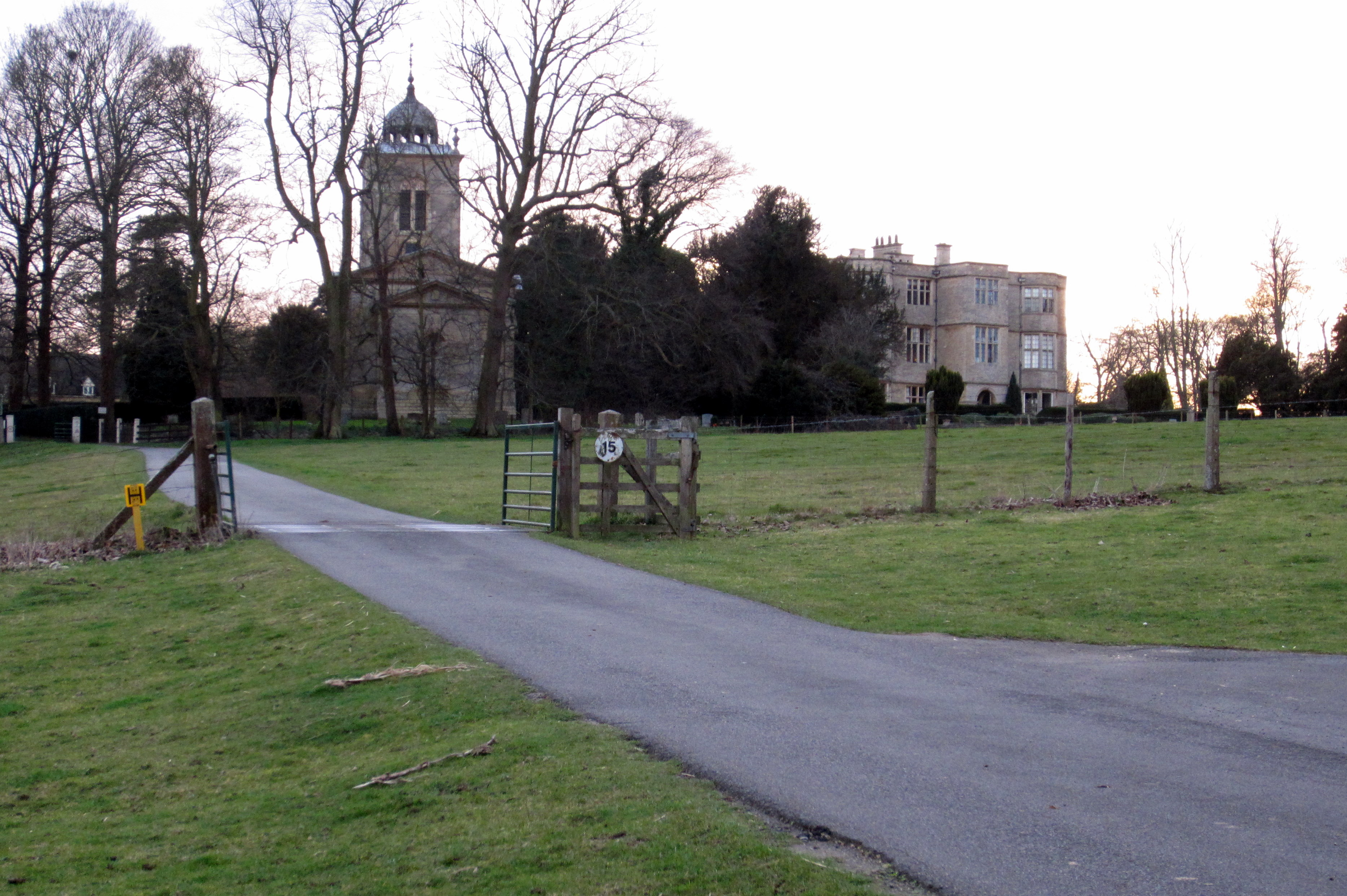
Гейгерстський двір — дім, в якому народився Кенелм Дігбі.

28 серпня 1617 року Кенелм вирушив до Іспанії і до 27 квітня 1618 року перебував у Мадриді, де його родич, Джон Дігбі, майбутній 1-й граф Брістоль, був послом. Після повернення з Іспанії Кенелм вступив в Оксфордський Глостер-коледж, де навчався у математика і астролога Томаса Аллена (1542-1632). Між учителем і учнем встановилися дружні стосунки. Аллен високо оцінював дарування Дігбі, називаючи його «Мірандолою свого часу». 1620 року, не отримавши ступеня (як рекузант він не мав такої можливості), Дігбі покинув Оксфорд. Причиною стала нещасна закоханість в подругу дитинства, Венецію Стенлі (1600-1633), внучку графа Дербі і графа Нортумберленда. Після смерті матері Венеція жила неподалік від маєтку Дігбі, проте мати Кенелма була категорично проти їх союзу через приналежність дівчини до сім'ї занадто радикальних католиків і її бідності. Дігбі вирушив на континент, де провів три роки з 1620 по 1623 рік. Перед від'їздом від переслав «найдорожчому містеру Сзнді» рукопис з гороскопами. За його власним оповіданням, в цей період в нього шалено закохалася вдовуюча королева Франції Марія Медічі (1575-1642), залучена його незвичайною граціозністю. Бігши до Італії, він не хотів повертатися додому через чутки про невірність Венеції, нібито стала коханкою графа Дорсета. Тій, у свою чергу, повідомляли про його смерть у бійці. Згідно з сучасним біографом Дігбі Майклом Фостером, він взагалі не доїхав до Франції через чуму. У Флоренції та інших містах Італії Дігбі багато часу присвятив поповненню своєї бібліотеки і колекції кулінарних рецептів, а також вдосконаленню в науках і мистецтвах. У Сієні його прийняли в наукове товариство філоматів. 1621 року уродженець Феррари Бонавентура Пістофіло видав панегірик «Oplomachia», присвятивши його «Дону Кенелмо Дігбі, англійському кавалеру» (італ. Don Kenelmo Giorgio Digbi Caualiere Inglese).
У березні 1623 року він знову приїхав до дядька в Мадрид і провів там близько півроку. В цей час в столиці Іспанії перебували маркіз Бекінгем і принц Чарльз з метою переговорів про шлюб останнього з інфантою Марією Анною. Ця історія, що почалася з появи короля і Бекінгема в будинку Брістоля з накладними бородами, протікала як романтична пригода. Спроби Брістоля взяти справу в свої руки і керувати ним як дипломат призвела до того, що його відносини з Бекінгемом виявилися назавжди зіпсованими. Дігбі взяв діяльну участь у цій авантюрі і, хоча вона закінчилася провалом, він став досить близький зі спадкоємцем престолу, що згодом принесло йому значні дивіденди. Разом з високими особами в Іспанію прибули придворні Тобі Меттью і Джеймс Говелл, дружбу з якими Дігбі продовжив в Англії. Частина учасників посольства віддала перевагу столиці подорож у Вальядолід, і Дігбі приєднався до них. Кілька анекдотів, що відносяться до цієї подорожі, відомі з розповідей сучасників Дігбі і його власних: про зустрінутого глухонімого, якого бенедиктинський монах Хуан Пабло Боне навчив говорити; про флірт з донею Анною Марією Манріке, після того, як лорд Кенсінгтон дорікнув його в нечутливості до чарівності іспанок. Пізніше епізод з фліртом Дігбі в захоплених виразах виклав Меттью. Після повернення до Англії в жовтні 1623 року король Яків I звів Дігбі в лицарську гідність і призначив джентльменом в приватні покої принца. Наступного року, під час візиту короля в Кембридж, він здобув ступінь магістра мистецтв. 1625 року на престол вступив Карл I, і Кенелм Дігбі протягом деякого часу виступав посередником між графом Брістолем і королем, переконуючи останнього налагодити відносини з Бекінгемом.

### Любов і море
Під час іспанської подорожі Дігбі поширилися чутки про його смерть, яким повірила Венеція Стенлі, і не шукала з ним зустрічі. Наприкінці грудня вони зустрілися випадково в Лондоні; це збіг Дігбі пояснив астрологічними причинами. На початку наступного року вони таємно одружилися, і в жовтні народився їх первісток, Кенелм. Опису їх взаємин присвячена значна частина мемуарів Дігбі. Згідно з цим джерелом, він проявив до неї «повну щирість і терпимість до її непередбачуваної необачності». У своїй біографії сера Кенелма, автор популярних біографій Джон Обрі повідомляє, що Венеція була коханкою 3-го графа Дорсета, мала від нього кількох дітей і отримувала 500 фунтів змісту, і що навіть бувши в шлюбі вона раз на рік обідала з ним. Пізніший біограф сер Харріс Ніколас сумнівається в цій інформації, оскільки 3-й граф Дорсет помер ще в 1624 році. Г.Ф. Уорнер припускає що, найімовірніше, коханцем Венеції Стенлі був 4-й граф Дорсет (1591-1652). Однак, Кенелм Дігбі був щасливий в сімейному житті, і це дозволило йому безболісно пережити відлучення від двору: граф Брістоль ворогував з фаворитом короля герцогом Бекінгемом ще з часів Мадрида. Більш того, неприязнь Бекінгема до Дігбі була така велика, що двері в лондонському суспільстві були закриті навіть для його друзів. У цей період почалася дружба Дігбі з поетом Беном Джонсоном та істориком лордом Кларендоном. Венеція стала Музою Джонсона, якій він присвятив ряд своїх поем. Крім Джонсона, Венеція Дігбі надихала поетів Ауреліана Тауншенда, Оуена Фелтхема, Рендольфа Раттера (Randolph Rutter), Вільяма Хабінгтона і Джорджа Дігбі, кузена Кенелма. Попри це, репутація леді Дігбі в суспільстві була досить низькою, а самому Дігбі Обрі приписує слова про те, що «заповзятливий, пристрасний, і при цьому стриманий, людина може взяти собі відмінну дружину хоч з борделя».
Зовнішньополітична обстановка в цей час була складною: розгоралася Тридцятирічна війна і Англія поступово втягувалася у війну в Іспанією і Францією. Після любовного розчарування в Іспанії, романтичні настрої при дворі Карла I прийняли форму ностальгії за славним часів Єлизавети I. На жаль, англійський флот вже не був здатний повторити досягнення графа Ессекса, в 1596 році захопив Кадіс, і аналогічний задум герцога Бекінгема в 1625 році закінчилося катастрофою. Невдачею завершилася і атака графа Уоріка на португальське узбережжя в 1627 році. Відповідно до цього, коли в 1627 році Брістоль настійно рекомендував Дігбі зайнятися чим-небудь серйозним, Дігбі вирішив стати пріватір. У написаних в наступному році «вільних фантазіях», великою мірою автобіографічних, Дігбі пояснює необхідність такого підприємства несхваленням при дворі, що очікує від нього доказів того, що його «прихильності не заважають благородним схильностям розуму». План був схвалений королем, Парламентом і прихильниками графа Уоріка. Проти експедиції від імені лорда-адмірала герцога Бекінгема, що знаходиться в той момент на острові Ре, протестував його секретар Едвард Ніколас. Дігбі підозрював тут особисту неприязнь герцога до себе і свого дядька і, судячи зі збереженої листуванні Ніколаса, так воно і було. Ніколас переконував короля, що експедиція Дігбі стане «применшенням» компетенції представленого ним відомства, а сам не знаходиться на королівській службі Дігбі не є для цього підходящим кандидатом. Дігбі захищався як міг, і навіть просив Роберта Коттона підшукати відповідні приклади з історії, але в результаті отримав дозвіл Тільки на освітню подорож і прийняв на себе додаткові зобов'язання вести себе гідно і здавати всі захоплені ним призи в розпорядження Адміралтейства. Чому напрямком було вибрано саме Середземне море, сказати складно. Причиною міг бути як комплекс історичних обставин, описаний Фернаном Броделем і наступними істориками під назвою «вторгнення сіверян», так і привабливість цього регіону з точки зору романтичного дискурсу.
21 грудня Дігбі виїхав з Лондона, щоб приєднатися до своєї ескадри в Кенті. У його розпорядженні було два кораблі, «Eagle» (400 тонн, 26 гармат, капітан Пітер Мілборн) і «George and Elizabeth» (250 тонн, 20 гармат, капітан сер Едвард Страдлінг). Згідно з оцінкою Кеннета Ендрюса, під командуванням Дігбі опинилося від 250 до 300 чоловік, і це були значні сили. Подробиці про те, як проходили збори не збереглися, проте відомо про участь у цьому кількох лондонських купців: Абрахама Рейнардсона, Джорджа Строуда і Натаніеля Райта. 6 січня 1628 року кораблі відпливли з Даунса. Якраз до часу відплиття народився молодший син Дігбі, Джон, і новоявлений капітан дозволив дружині оприлюднити їх шлюб. Від початкового наміру захопити який-небудь острів в Гвінеї Дігбі з невідомої причини відмовився. Замість цього метою він вибрав Французькі судна, зазвичай базувалися в гавані Скандеруна. Цей оттоманський порт в північно-східній частині Середземного моря контролювався венеційськими купцями. У другій половині XVI століття вони зазнали значних збитків через діяльність англійських корсарів і, апелюючи до уряду за посередництвом Левантійської компанії, домоглися заборони останнім проходити через Гібралтарську протоку. Ці заборони неодноразово видавалися між 1598 і 1603 роками, але фактично не виконувалися. Після закінчення Англо-іспанської війни в 1604 році в Середземному морі не стало спокійніше, бо багато корсарів вважали за краще приєднатися до берберів. Однак формальних приводів для купців скаржитися уряду стало менше, і коли в 1625 році бойові дії відновилися, заборона корсарам перетинати протоку не була відновлена.

### Експедиція в Середземне море

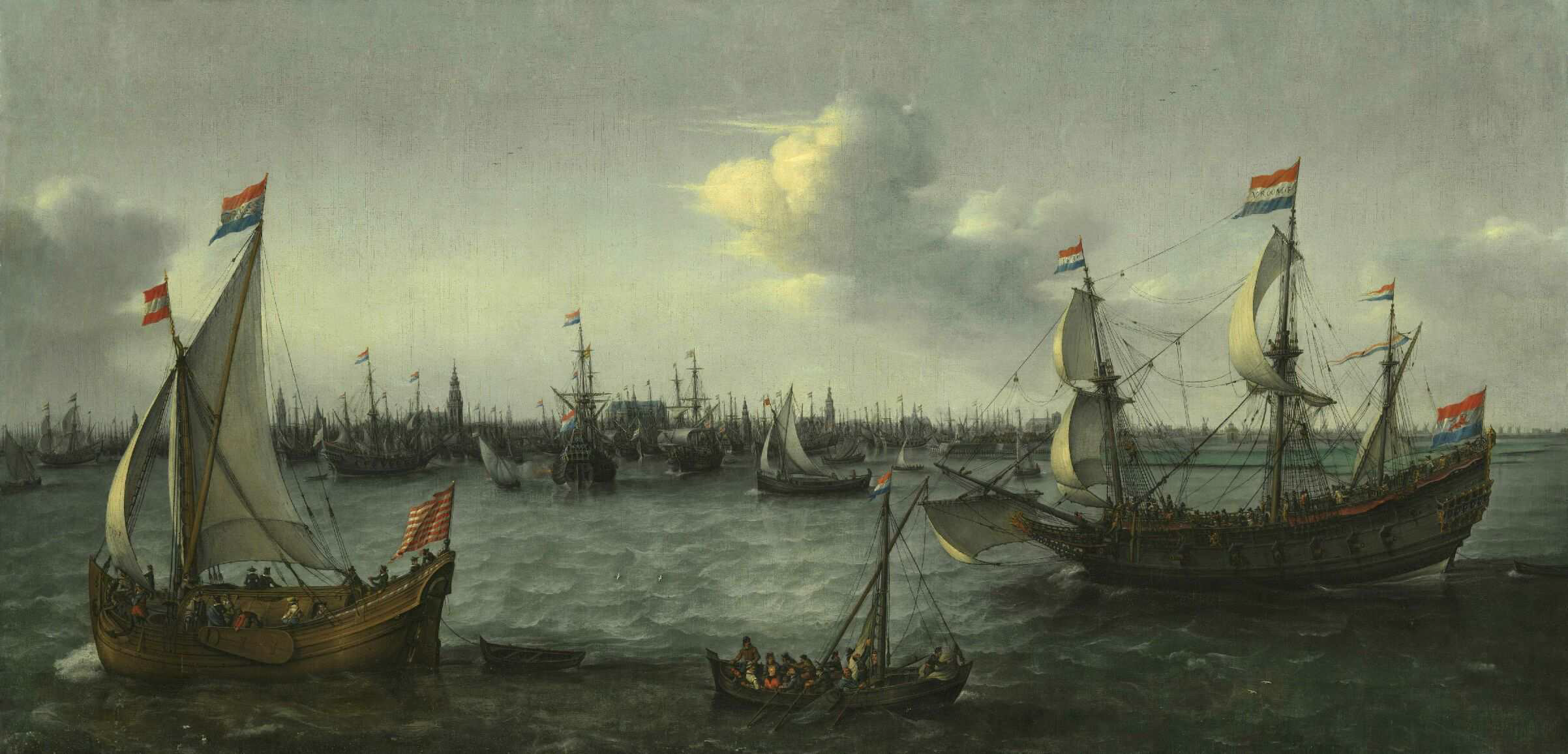
Флайбот і галеон на картині Корнеліса Врома, 1630 рік.

Про хід експедиції відомо як з суднового журналу, який вів Дігбі, так і з написаних дещо пізніше мемуарів. 18 січня 1628 року кораблі Дігбі прибули до Гібралтару. Перший місяць ескадра провела в безплідних пошуках противника. Наприкінці січня серед екіпажу поширилося інфекційне захворювання, про яке Дігбі залишив як запис в науковому стилі в журналі («...завдавало їм велику біль в голові, шлунку і чреслах, і розкладала їм всю масу крові і завдавало їм багато блювоту»), так і в більш художньому стилі в мемуарах. До 15 березня захворіло понад 80 осіб, і до 27 березня Дігбі довелося залишатися в Алжирі. Північноафриканське узбережжя в розглянутий період було досить небезпечним місцем для європейців, і захоплення кораблів і звернення екіпажів в рабство було звичайною справою. Хоча Дігбі не мав на це повноважень, згідно з його записами він вступив в переговори з місцевим королем, який обіцяв виправити всі минулі помилки. Крім цього, повідомляє Дігбі, він домігся звільнення 40 або 50 полонених англійців і преференцій для Англійський торговців перед французькими. Всі ці обіцянки були дані йому усно, і реальних наслідків ці переговори не мали. 27 березня кораблі Дігбі відпливли з Алжиру, і незабаром захопили в районі Майорки 250-тонний французький флайбот і легку саету. Перший з цих кораблів був відданий під командування Генрі Страдлінга, брата сера Едварда[34]. У середині квітні Дігбі ховався від шторму на венеційських островах Кефалонія і Закінф. Попри несхвалення венеційців, на цих островах було багато англійських суден, і Дігбі комфортно провів там 6 тижнів. За цей час він полагодив свої судна, продав здобич, і 28 травня відплив у бік Леванту. До цього часу Дігбі став досвідченим капітаном, здатним підтримувати дисципліну в істотно збільшився флоті: його ескадра складалася вже з п'яти суден: «Eagle» з командою з 98 англійських моряків, «George and Elizabeth» (70 англійців), перейменований в «Lyon» флайбот (45 матросів) і «Hopewell» (ще один приз, 35 матросів), перейменована в «Swallow» саета (22 матроса). Крім цього було найнято невідоме число італійців і французів. 10 Червня (20 червня за григоріанським календарем) кораблі були у Скандеруна. Дігбі очікував знайти там французькі кораблі, і нічна розвідка виявила два венеційських галеона, два галеаса, два англійських судна і чотири французьких, одне з яких було з вантажем 100 000 іспанських доларів. Оскільки Дігбі мав намір атакувати тільки французів, він тієї ж ночі надіслав листа з повідомленням про свої наміри венеційцям і англійцям. Венеційських кораблі тим не менш, проти його очікувань, не стали ухилятися від бою. Галеаси мали по 30-40 гармат і несли приблизно 700 солдатів. На наступний день Дігбі дав тригодинний бій, після якого кожна зі сторін оголосила про свою перемогу. Венеційці говорили про 18 убитих і поранених з боку Дігбі, а той писав про 49 убитих і ще більшу кількість поранених у противника. Пошкодження кораблів були незначні. Своєї мети захопити Французькі вантажі Дігбі не досяг, але «поле бою» залишилося за ним. Провівши кілька днів у Гавані Скандеруна, Дігбі 16 червня вирушив назад.
Зі звітів капітанів венеційських судів пізніше з'ясувалося що, захищаючи французів, ними рухало бажання отримати схвалення турецької влади — і ця мета була досягнута. Завдяки зусиллям Томаса Поттона, англійського консула в Алеппо, збиток для англійських торговців був значно зменшений, але сам консул був заарештований. Поттон був відпущений після офіційних пояснень, які Дігбі представив через англійського посла — його версія полягала в тому, що він всіляко прагнув уникнути зіткнення, але венеційці напали на нього першими. «Скандальною, але хороброю» поведінку Дігбі назвав дипломат і мандрівник Томас Ро. Розглядаючи досягнення Дігбі суто з військово-морської точки зору, сучасний історик британського флоту Ніколас Роджер назвав експедицію 1627-1628 року і її главу унікальними. Кеннет Ендрюс з Університету Халла оцінює досягнення Дігбі істотно скромніше, як «маргінальну, і навіть незначну перемогу» (втім, цей автор суворий і до його наукових результатів). По-перше, зазначає Ендрюс, в матеріальному відношенні авантюра у Скандеруна принесла самому Дігбі значні збитки, а по-друге ускладнила діяльність англійських купців в Османській імперії.
Після Скандеруна Дігбі не вважав свою експедицію завершеною, і три тижні по тому, рухаючись на південь, продовжував шукати Французькі судна. У цьому йому не пощастило і, згідно з мемуарами, в той же період Дігбі знаходив можливість приємно провести час за полюванням на кабанів. У середині літа він провів деякий час на грецьких островах. На Мілосі Дігбі завершив «вільні фантазії», а на Ділосі і Мікіносі займався пошуком старожитностей. Хоча кілька найбільших статуй були передані королю, решта склали вражаючу колекцію. Після холодного прийому на Закінфі і арешту кількох матросів в Патрах, Дігбі вирішив направлятися на батьківщину. У грудні він захопив два великих призи у Сардинії: 500-тонний «Janus» з Гамбурга і 400-тонний «St Michael» з Рагузи — їх вантажі Дігбі оголосив іспанськими. 1 січня 1629 року він перетнув Гібралтар, 25 січня досяг Англії і 2 лютого висадився у Вулвіч (Лондон)і. На наступний день він був тепло зустрінутий королем і всіма своїми друзями. Наступні місяці були складними для Дігбі — необхідно було зробити розділ видобутку і врегулювати претензії. Ще в серпні 1628 року Венеційський посол Альвізе Контаріні зажадав покарання Дігбі. Інцидент був залагоджений після того, як англійський посол у Венеції Ісаак Вейк повідомив про королівську заборону для «Дігбі та інших» здійснювати ворожі дії щодо Республіки. У жовтні компенсацію збитку зажадала Левантійська компанія; чим ця історія завершилася-невідомо. Незабаром після повернення Дігбі Контаріні зажадав повернути «Janus» і «St Michael», нібито належать Венеції. Розгляд Адміралтейського суду під головуванням Генрі Мартена присудив залишити кораблі Дігбі. Можливо, в цьому рішенні зіграла роль роздача останнім грецьких сувенірів всім вищим чиновникам королівства і самому королю

### Смерть Венеції, або народження філософа

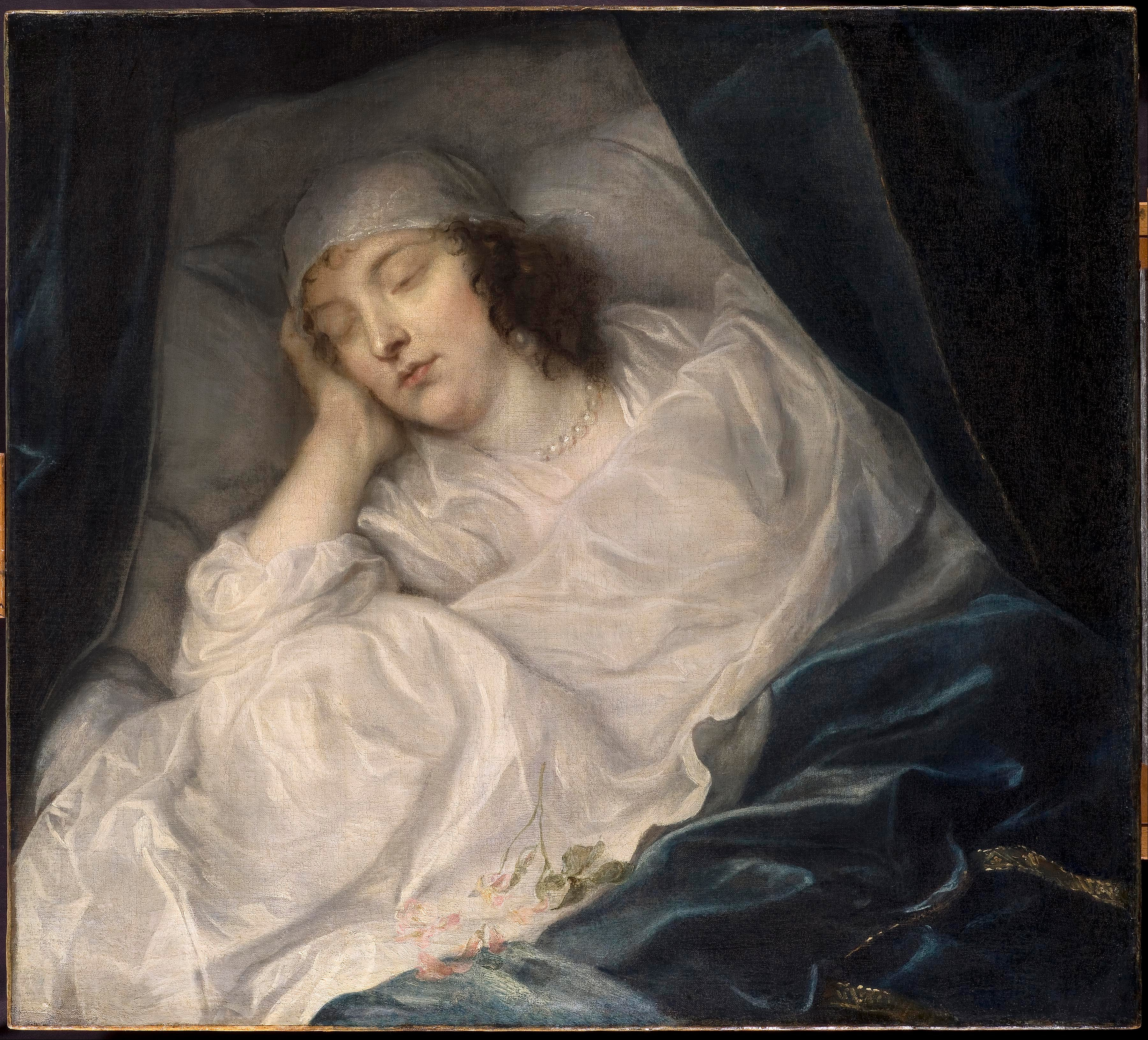
Посмертний портрет леді Венеції Дігбі роботи Антоніса ван Дейка.

Після своєї експедиції Дігбі вирішив вступити на державну службу, для чого треба було перейти в протестантизм. Отримавши підтримку Державного секретаря Джона Коука, Дігбі зайняв пост сюрвейера флоту. У свою чергу, Коук був клієнтом барона Фулк-Гревілля, близького друга видатного діяча 
єлизаветинської епохи Філіпа Сідні. Після смерті Фулк-Гревіля в 1628 році Коук і Дігбі підготували до видання зібрання його творів, а в 1638 році Дігбі писав своєму кузену Джорджу Дігбі, що Гревіль є для нього зразком для наслідування. Сам Дігбі також став покровителем художника Антоніса ван Дейка і поета Бена Джонсона. Через останнього Дігбі став близький до літературної групи «Синів Бена», до якої також входив філософ Томас Гоббс. Граф Кларендон пізніше писав про сера Кенелма як про блискучу молоду людину «чудесної і галантної поведінки, приємної чемності і люб'язності, і гідної подиву чудової приємності мови». Сімейне життя сера Кенелма складалася цілком щасливо: хоча сам він не був зразковим сім'янином, і у нього була як мінімум одна постійний зв'язок на стороні, леді Венеція старанно вела домашнє господарство, брала участь в придворному житті, щодня ходила до обідні і сповідалася двічі на тиждень. З розваг вона воліла верхову їзду і гру в карти, але всі свої виграші вона жертвувала на благодійність. Таке життя досить швидко набридла Дігбі, і вже в 1632 році він мріяв про відставку з Адміралтейства. У цей рік він успадкував значну бібліотеку свого Оксфордського викладача Томаса Аллена. Для отриманих книг і рукописів Дігбі побудував бібліотечне крило у своєму новому будинку в Холборні. Це книжкове зібрання пізніше розділило неспокійну долю свого власника, подорожуючи разом з ним по Європі. Частина книг була втрачена в роки Громадянської війни. Частина книг була передана Бодліанській бібліотеці в 1634 році, а кілька років по тому за ними послідували Арабські рукописи. До того часу, коли бібліотеку успадкував Джордж Дігбі, в ній налічувалося близько 4000 книг французькою, італійською та іспанською мовами.
Ідилія закінчилася раптово. У ніч на 1 травня 1633 року у Венеції стався внутрішньомозковий крововилив. Вранці, коли під час сніданку сер Кенелм розмовляв про літературу зі своїм другом Томасом Гокінсом, вона була знайдена мертвою в своєму ліжку. Ця подія увергло сера Кенелма в глибоку депресію - «ця мука не скінчиться, поки я живий ... немає мені ніякого іншого лікаря, крім смерті», писав він своєму братові Джону. З Риму лист зі словами розради написав його хрещений, єзуїт Джон Жерар - враховуючи сумнівне минуле покійної, він сумнівався в порятунку її душі, але Кенелм палко став на її захист. У листуванні з дітьми Дігбі молився їй, як цариці небесній. Раптова смерть породила чутки про отруєння, а деякі називали отруйником самого Дігбі-про те, що він готує для неї «гадюче вино» (англ. viper wine) для поліпшення здоров'я було широко відомо. Відразу після смерті Венеції близький друг Дігбі, художник Антоніс ван Дейк, почав писати її посмертний портрет. Те, що це не дало своєчасно провести доречне в такому випадку розтин, тільки підтверджувало чутки про причину смерті. Досить багато поетів відгукнулося на смерть Венеції Дігбі, і твори Бена Джонсона, Томаса Рендолфа і ряду інших склали рукописний збірник, що зберігається тепер в Британській бібліотеці. Віддаючись скорботи, Дігбі присвятив себе написанню листів, що склали збірку "In Praise of Venetia". У них він розмірковував про смерть своєї дружини і про свою власну, переосмислював прожите життя і намагався зрозуміти, як жити далі. У своєму горі, пише Дігбі, він знайшов здатність побачити всю помилкову славу світу, відкинути і зневажати її. Як зазначає Джексон Коуп, подібні «скорботні роздуми» були популярним духовним вправою серед англійських католиків в розглянутий період

### 1630-ті роки: серед кращих умів Англії та Франції

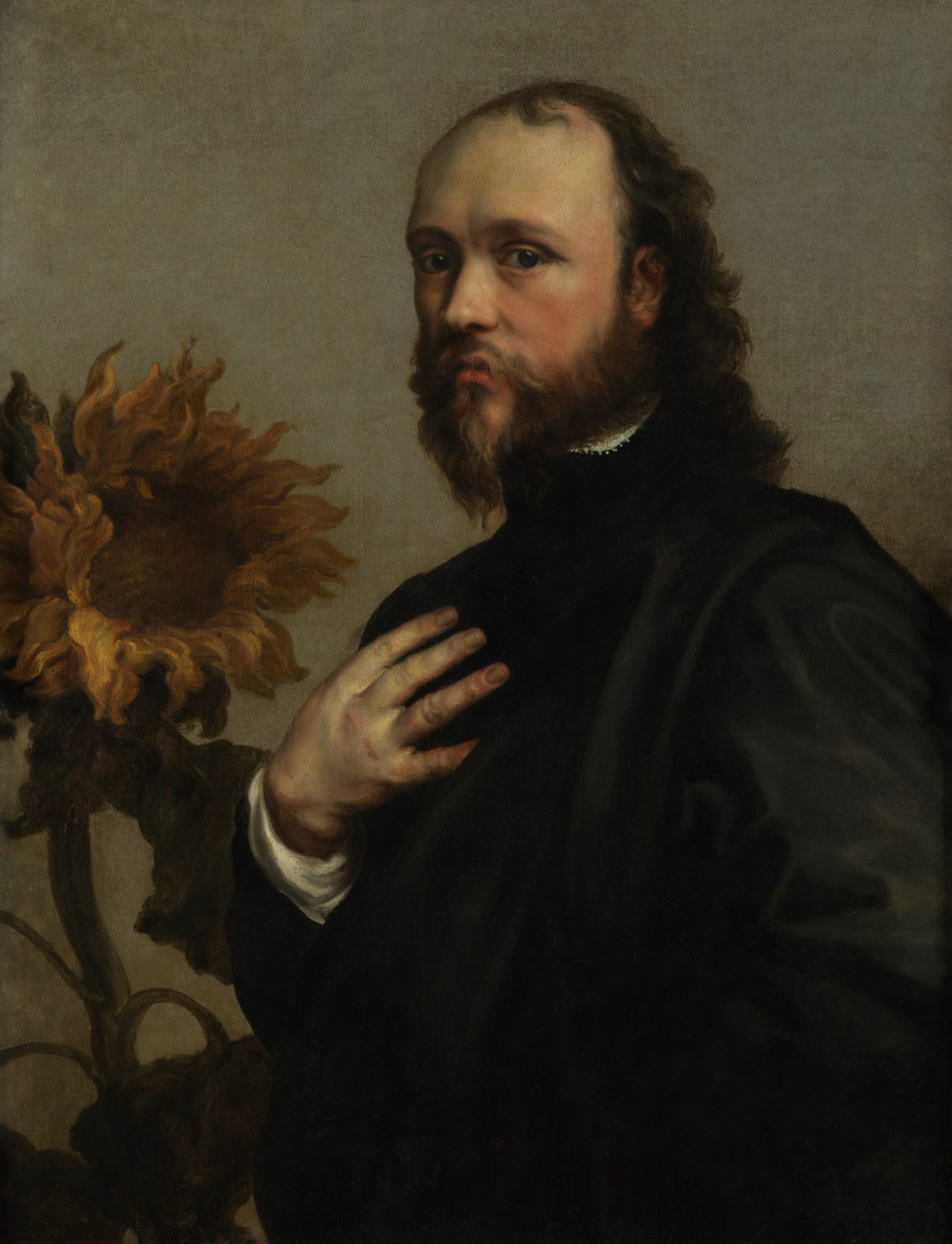
Портрет Кенелма Дігбі з соняшником, Антоніс ван Дейк, бл. 1635.

Згідно Джону Обрі, Кенелм Дігбі, бажаючи уникнути «заздрості і скандалу», пішов у Грішем-коледж, де відростив бороду і поводився подібно ченцеві-відлюднику. У цей час Грешем-коледж, розташований в лондонському районі Холборн, був значущим науковим центром. Поколінням раніше там вивчав магнетизм Вільям Гільберт, а за часів Дігбі там працювали математики Генрі Бріггз і Вільям Отред (останній присвятив одну зі своїх робіт Дігбі). Коледж був тісно пов'язаний з Адміралтейством, оскільки в його стінах займалися розвитком картографії та вимірювальних приладів. Блискучий придворний, з науковими інтересами, і до того ж заможний, Дігбі був приємним співрозмовником для астронома Генрі Геллібранда і професора богослов'я Річарда Холдсворта. Через Холдсворта Дігбі долучився до арістотелівської схоластики, що відроджується на континенті. У коледжі Дігбі організував собі алхімічну лабораторію і найняв учителем угорця Йоганна Хуньяді. Разом вони перевіряли теорію Парацельса про те, що птахи здатні відновлюватися з попелу — нібито у Франції в цьому досяг успіху Жозеф Дюшен. Хоча з птахами у них не вийшло, обнадійливі результати були отримані з раками. Крім цього, збереглися записи про спосіб отримання якоїсь речовини за допомогою нагрівання ртуті; хоча воно було жовтого кольору, ювеліри відмовлялися визнавати його за золото. Наукове усамітнення Дігбі не було повним, і влітку 1634 року сер Кенелм неодноразово їздив до сім'ї і двічі зустрічався зі своїм колишнім покровителем Джоном Коуком.
У 1630-х роках Англіканська церква перебувала в складних відносинах з Римом. Королі Яків I і Карл I підкреслювали незалежність своєї церкви від римської, але не вважали себе розкольниками. Однак існували важливі доктринальні відмінності, насамперед у вченні про зумовлення, і вони були важливі для сера Кенелма. Зробивши все можливе для порятунку душі Венеції, сер Кенелм вирішив подбати про свою. На відміну від його друга Волтера Монтегю, що обставив своє повернення до католицизму максимально публічно, Дігбі поділився своїми сумнівами тільки з архієпископом Лодом. Враховуючи стару дружбу і чекаючи надходження книг в Бодліанську бібліотеку, в чому Лод був зацікавлений як канцлер Оксфорда, архієпископ не став зраджувати справу розголосу. У квітні 1635 року Дігбі написав передмову до трактату англіканського богослова Джорджа Хаквелла, а вже восени про зміну віри стало відомо його друзям. У своєму листі графу Страффорду Джеймс Гоуелл відносить цю знаменну подію до початку осені 1635 року. Як раз в цей час Дігбі покинув Грешем і поїхав до Франції. 29 вересня він оселився в Парижі в кімнатах старовинного коледжу де Бонкур, де жив у компанії одного лише англійського мастифа. Однак сер Кенелм залишився світською людиною, і врешті — решт він не встояв перед чарівністю першої красуні Франції принцеси Гемене - їй він подарував п'ять картин ван Дейка. Увага Дігбі до принцеси була настільки очевидною, що її чоловікові довелося припустити, що або він рогоносець, або Дігбі дурень; сер Кенелм погодився з другою з альтернатив. Дігбі був також прийнятий в будинку посла лорда Скадамора, також рекузанта. На ґрунті прозелітизму Дігбі зійшовся з богословом Томасом «Блекло» Вайтом, через якого був введений у Французьке наукове співтовариство. Тісно спілкувався Дігбі і з «Ньюкаслським гуртком», групою англійських-католиків емігрантів, що об'єдналися навколо Маркіза Ньюкасла, до якої входили також його молодший брат Чарльз, філософ Томас Гоббс, математик Джон Пелл. Гоббс часто бував у найбільшого французького вченого того часу Марена Мерсенна. З Мерсенном Дігбі обмінювався книгами, і завдяки цьому зв'язку в Англії познайомилися з працями Ферма, Роберваля та інших. У свою чергу, Мерсенн познайомив Дігбі з роботами Декарта. Наприкінці 1636 року Дігбі відвідав брат Джон, і влітку наступного року вони разом повернулися на батьківщину провідати хвору матір і підготувати синів до вступу в єзуїтський коледж Сен-Омер. У Гейхерсті Дігбі прочитав тільки що вийшло «Міркування про метод» Декарта і, відразу ж зрозумівши значення цього твору, послав копію Гоббсу. 1640 року Дігбі вирішив, нарешті, особисто познайомитися з Декартом, вирушив до Голландії і тиждень провів у бесідах з великим вченим. Задоволення від бесід було взаємним, і коли в 1644 році вийшли «Два трактати» Дігбі, спеціально для Декарта цей трактат переклали на латинь.
У 1636 році Кенелм Дігбі був глибоко вражений побаченим випадком колективної істерії в монастирі урсулинок поблизу Пуатьє — на це популярна розвага його запросив Уолтер Монтегю. З точки зору поглядів того часу це розглядалося як одержимість дияволом, і Дігбі залишив записки про те, як єзуїт Жан-Жозеф Сурен виганяв диявола з монашок. Сам Дігбі заперечував одержимість духами і присвятив довгий час роздумам про побачене, поки його сумніву не дозволив якийсь турський чернець отець Іларій, якого він відвідав разом з Монтегю в перші дні 1637 року. Повернувшись в католицтво, Дігбі почав проповідувати цю релігію, з чим пов'язано два його значних досягнення. Одним з них стало звернення в католицтво леді Френсіс Пербек. Засуджена за зраду своєму шаленому чоловікові, вона втекла з Лондона в Париж, де турботу про її духовне відродження взяв на себе Кенелм Дігбі. Написаний з такої нагоди апологетичний трактат був виданий в 1638 році під назвою «A Conference with a Lady about choice of a Religion». У цьому творі Дігбі пояснював леді Пербек, що тільки Католицька церква володіє вселенськістю, єдністю доктрини і безперервністю апостольського спадкоємства, і тому є істинною церквою, вільною від помилок. католицизм для Дігбі є наукою в класичному сенсі цього слова, (лат. scientia, тобто знанням). Про знайомство з іншим трактатом Дігбі, присвяченому тому, «як  справжня віра і релігія приносять нам щастя» писав Томас Гоббс. Багато років по тому про свої довгі розмови в Парижі з кузеном на релігійні теми згадував Джордж Дігбі. Серу Кенелму, в кінцевому рахунку, вдалося переконати лорда Брістоля в перевазі віри Отців Церкви, і той звернувся в католицизм в 1657 році.